# Bembidion consanguineum
Bembidion consanguineum är en skalbaggsart som beskrevs av Hayward. Bembidion consanguineum ingår i släktet Bembidion och familjen jordlöpare. Inga underarter finns listade i Catalogue of Life.